# Metallischer Wasserstoff

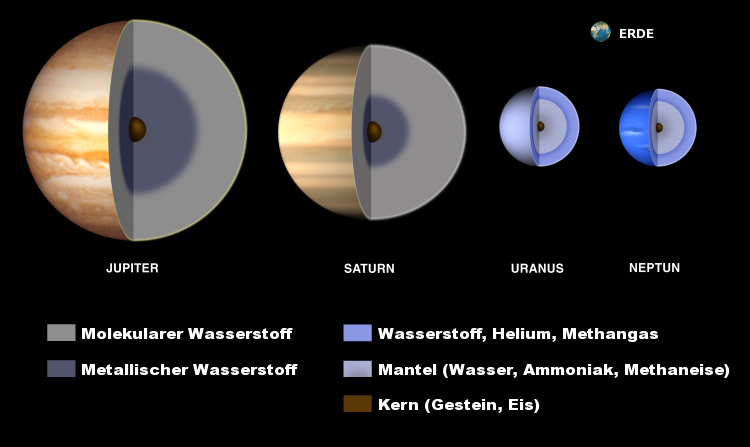
Die vier Gasplaneten des Sonnensystems. Um den Kern wird jeweils metallischer Wasserstoff angenommen.

Als metallischer Wasserstoff wird eine Hochdruckmodifikation des Wasserstoffs bezeichnet. Seine Existenz wurde theoretisch vorhergesagt und ist bislang nur bei sehr hohen Drücken und Temperaturen nachgewiesen worden.
Es wird vermutet, dass metallischer Wasserstoff im Inneren von Gasplaneten wie Jupiter vorkommt. Er soll dabei – vermischt mit Helium – eine Schicht um den Kern unbekannter Zusammensetzung bilden; weiter außen soll dann ein Mantel aus molekularem Wasserstoff folgen.

## Grundlagen
Der metallische Zustand zeichnet sich dadurch aus, dass die jeweils äußersten Elektronen eines Elementes – das sind genau diejenigen, die auch für die chemischen Bindungen zuständig sind – sich im elementaren Zustand im Leitungsband befinden. Da es beim Wasserstoff – im Gegensatz zu allen anderen Elementen – nur ein einziges Elektron je Atom gibt, müsste der Einbau dieses Elektrons in das Leitungsband dazu führen, dass ein Gitter aus Atomkernen (Protonen) entsteht mit einem Abstand voneinander, der aufgrund nicht vorhandener innerer Elektronen eventuell wesentlich kleiner ist als der Bohrsche Radius, vergleichbar mit einer Elektronen-Wellenlänge (siehe auch Materiewelle).

## Hypothese
Obgleich das Periodensystem der Elemente von einer Spalte mit Alkalimetallen angeführt wird, ist Wasserstoff unter gewöhnlichen Bedingungen selbst kein Alkalimetall. Eugene Wigner sagte jedoch 1935 die Möglichkeit voraus, dass sich die Wasserstoffatome unter extremem Druck wie die restlichen Elemente der ersten Hauptgruppe verhielten und ihren alleinigen Besitz über ihre Elektronen aufgäben, d. h., die Elektronen würden sich im Leitungsband aufhalten und sich somit wie in einem metallischen Leiter verhalten.

## Erforschung
Der erforderliche extrem hohe Druck machte eine experimentelle Bestätigung lange Zeit unmöglich. Im März 1996 berichteten erstmals S. T. Weir, A. C. Mitchell und W. J. Nellis vom Lawrence Livermore National Laboratory, dass sie für ungefähr eine Mikrosekunde bei mehreren tausend Kelvin und Drücken von mehr als 1011 Pascal (d. h. 100 GPa oder einer Million Bar) metallischen Wasserstoff hergestellt hätten, identifizierbar durch eine starke Abnahme des elektrischen Widerstandes. Hiermit war eine sechzigjährige Suche erstmals erfolgreich. Sie benutzten dazu Stoßwellen, die flüssigen Wasserstoff und Deuterium für kurze Zeit sehr stark verdichteten und dabei auch aufheizten. Gleichzeitig zeigte sich, dass die Leitfähigkeit stark temperaturabhängig ist. Bei einer Temperatur von 3000 Kelvin beträgt der Übergangsdruck zur metallischen Phase etwa 140 GPa.
Forscher vom Max-Planck-Institut für Chemie berichteten 2011, bei 25 °C und 2,2 Megabar (220 GPa) Druck Wasserstoff in einen Halbleiterzustand und bei weiterer Drucksteigerung auf 2,7 Megabar in einen metallischen Zustand gebracht zu haben.
Da Wasserstoff bei niedrigeren Temperaturen nicht dissoziiert vorliegt, ist es schwieriger, bei ihm eine Phasenumwandlung in eine metallische Modifikation zu erreichen und es bedarf deutlich höherer Drücke. Im Januar 2017 berichteten Ranga P. Dias und Isaac F. Silvera in der wissenschaftlichen Zeitschrift Science, bei Temperaturen von −268 °C (5 K) und 495 GPa metallischen Wasserstoff in einer Diamantpresse durch die Zunahme der Reflexion der Probe nachgewiesen zu haben. Dabei verdunkelte sich die zuvor transparente Probe zunächst ab 335 GPa und reflektierte schließlich bei 495 GPa mehr als 90 % des einfallenden Lichts, was typisch für Metalle ist. Andere Wissenschaftler bezeichneten die publizierten Ergebnisse aber als nicht überzeugend. So wurde kritisiert, dass die veröffentlichten Ergebnisse auf einem einzigen Versuch beruhten; andere mögliche Ursachen für die Beobachtungen seien nicht ausreichend untersucht worden.
Liegt Wasserstoff dagegen in einem Rydberg-Zustand vor, so wird aufgrund der gemessenen Bindungslänge von 150 pm vermutet, dass keine Moleküle gebildet werden, sondern ein Metallgitter.

## Anwendungen
Metallischer Wasserstoff könnte auch ohne permanenten Druck und Tiefkühlung stabil bleiben. Damit wäre eine Verwendung als Supraleiter bei Raumtemperatur denkbar.
Eine Methode für die Kernfusion besteht darin, einen Laserstrahl auf Pellets aus Wasserstoff-Isotopen zu richten. Das zunehmende Verständnis für das Verhalten von Wasserstoff unter extremen Bedingungen kann helfen, die Energieausbeute zu steigern.